# Лёгкая промышленность КНР

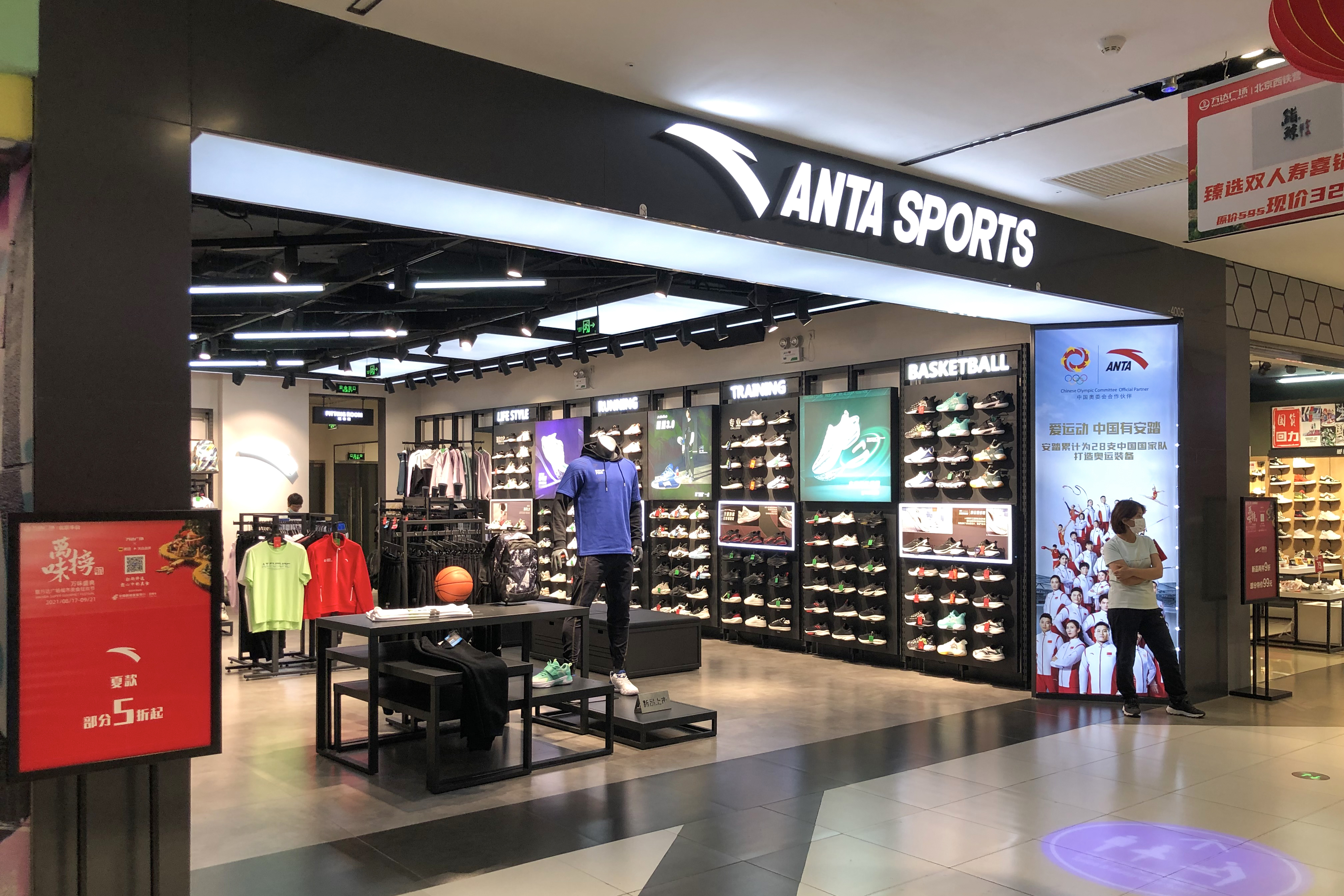
Anta Sports — крупнейший китайский бренд спортивной одежды

Лёгкая промышленность КНР — отрасль экономики КНР по производству тканей, трикотажа, кожи, меха, готовой одежды и обуви, различных аксессуаров (сумки, ремни, галстуки) и других товаров. Является крупнейшей в мире как по объёму производства, так и по экспорту.
Китай является крупнейшим в мире производителем готовой одежды и обуви. Среди швейных фирм страны преобладают контрактные производители, выполняющие заказы для мировых торговых марок и сетей, однако постоянно растёт доля оригинальных производителей, развивающих собственные бренды (Youngor Group, Anta Sports, PEAK, Esprit, Bossini, Belle, Giordano, Li-Ning, Xtep). 

## Общие сведения

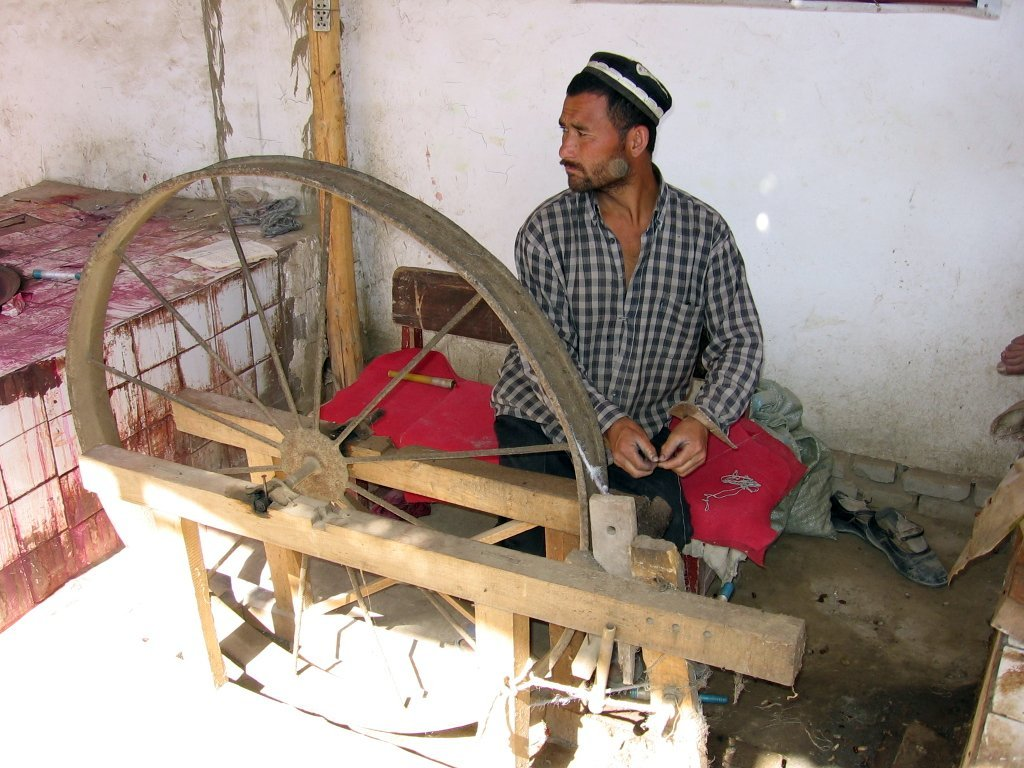
Кустарное прядение в Хотане

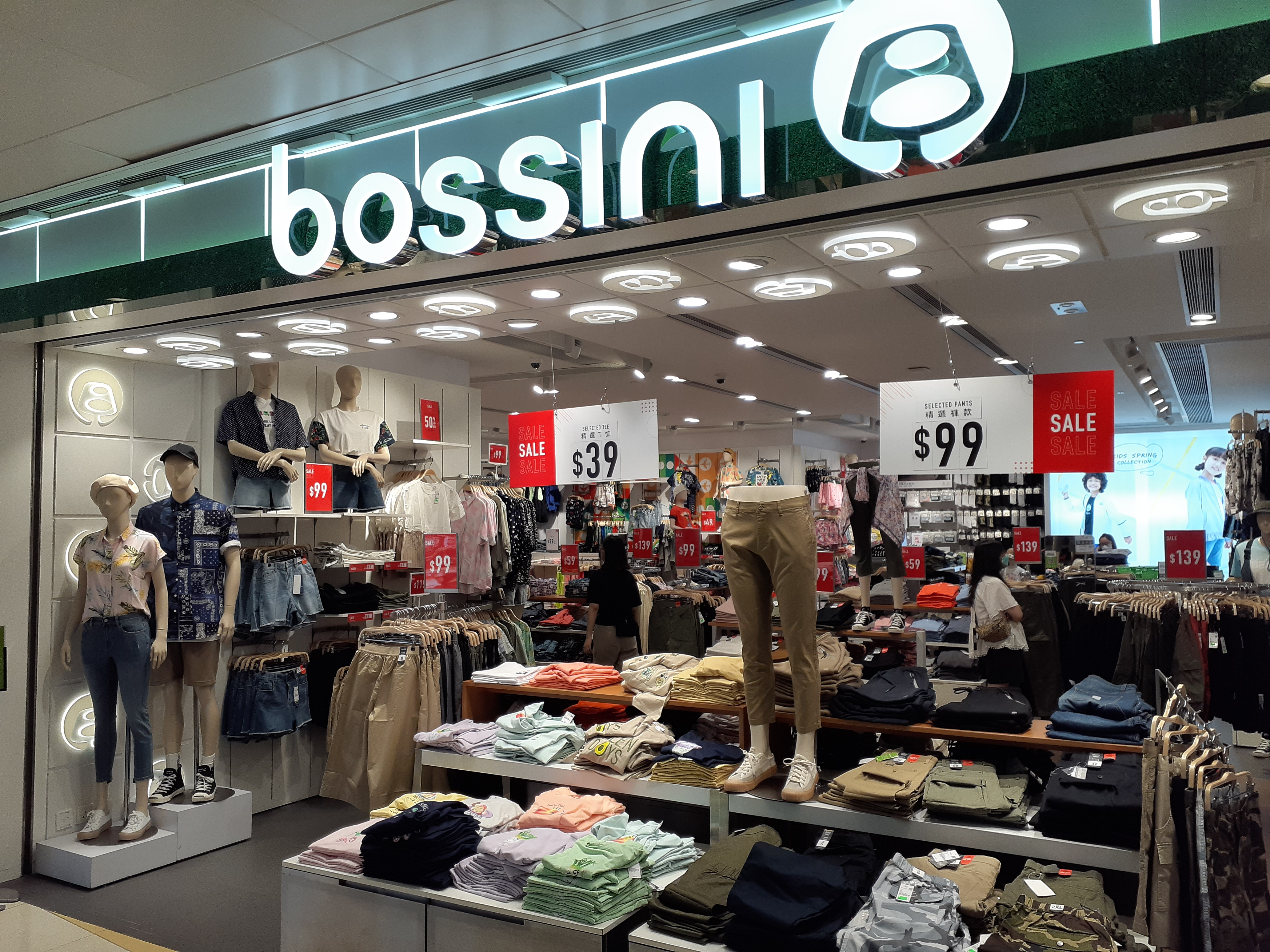
Магазин бренда Bossini

В период 12-й (2011—2015 гг.) и 13-й (2016—2020 гг.) пятилеток Китай широко внедрял промышленных роботов в лёгкой промышленности. 
По итогам 2020 года прибыль лёгкой промышленности Китая выросла, но его выручка от хозяйственной деятельности незначительно снизилась. 108,7 тыс. отраслевых предприятий, годовые доходы каждого из которых превышали 20 млн юаней (3,09 млн долл. США), суммарно получили прибыль размером в 1,33 трлн юаней, что на 3,6 % больше, чем в 2019 году. Выручка вышеуказанных предприятий составила 19,47 трлн юаней, снизившись на 1,7 % по сравнению с показателями 2019 года. Добавленная стоимость в лёгкой промышленности Китая по итогам 2020 года упала на 0,8 % в годовом исчислении. Объём экспорта текстильной продукции Китая в 2020 году составил 154,9 млрд долларов (доля страны в мировом экспорте текстиля составила 43,5 %). 
В 2021 году совокупный операционный доход предприятий лёгкой промышленности Китая достиг 26 трлн юаней (около 4,1 трлн долл. США), а их общая прибыль составила 1,7 трлн юаней. В 2022 году объем экспорта текстильных изделий и одежды из Китая достиг 323,3 млрд долл. США, увеличившись на 2,6 % в годовом исчислении; экспорт текстильных изделий вырос на 2 % в годовом исчислении и составил 148 млрд долл. США, а экспорт готовой одежды и аксессуаров вырос на 3,2 % в годовом выражении и превысил 175 млрд долл. США; совокупный операционный доход крупных китайских предприятий текстильной промышленности составил 5,26 трлн юаней (около 780 млрд долл. США), увеличившись на 0,9 % в годовом исчислении.
В 2023 году объем экспорта текстильной и швейной продукции Китая составил 293,6 млрд долларов, что на 8,1 % ниже чем в 2022 году.

## Текстильная промышленность

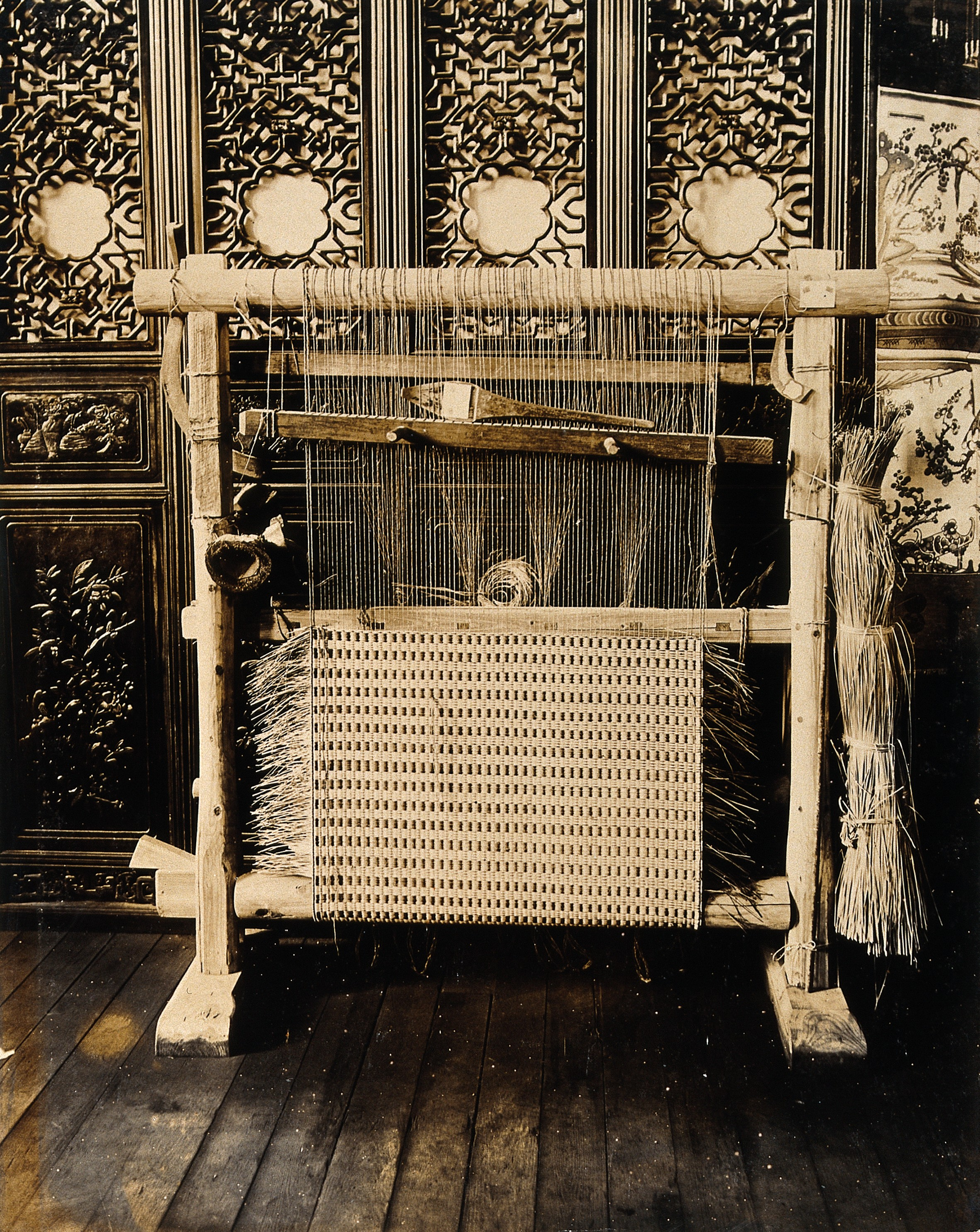
Китайский ткацкий станок начала XX века

Как организованная отрасль текстильная промышленность начала развиваться в Китае в 1870-х годах на основе завозимого из Индии хлопка. В первой половине XX века большое влияние на неё оказала японская промышленность. На 1949 год в стране было 64 тысяч ткацких станков, производство хлопчатобумажной ткани составляло 1,8 млрд метров. К 1960-м годам производство ткани выросло до 6,3 млрд метров. В 1960-х годах в КНР начали осваивать производство синтетических тканей, первоначально на импортном сырьё, но в 1970-х годах было начато производство собственного акрилового волокна, а позже полиэстера и нейлона.
С началом политики реформ и открытости в конце 1970-х годов темп роста отрасли значительно ускорился за счёт притока иностранных инвестиций и развития частных предприятий; большую роль сыграл перенос производственных мощностей из Гонконга, где лёгкая промышленность достигла больших успехов, но теряла преимущество дешёвой рабочей силы. Важным центром производства одежды стала прилегающая к Гонконгу провинция Гуандун. Уже в 1994 году Китай вышел на первое место в мире по экспорту одежды.
Предприятия по производству волокон и тканей, пошиву одежды и обуви в основном расположены в восточной части КНР, традиционно важным центром является Шанхай, но есть тенденция к переносу мощностей во внутренние регионы страны, где дешевле рабочая сила. Другими векторами развития китайской текстильной промышленности являются модернизация производства и развитие собственных брендов. Также постепенно снижается зависимость отрасли от экспорта — уже на 2011 год всего 17 % произведённых текстиля и одежды пошло на экспорт, остальное было продано внутри страны.
Среди крупнейших компаний отрасли:

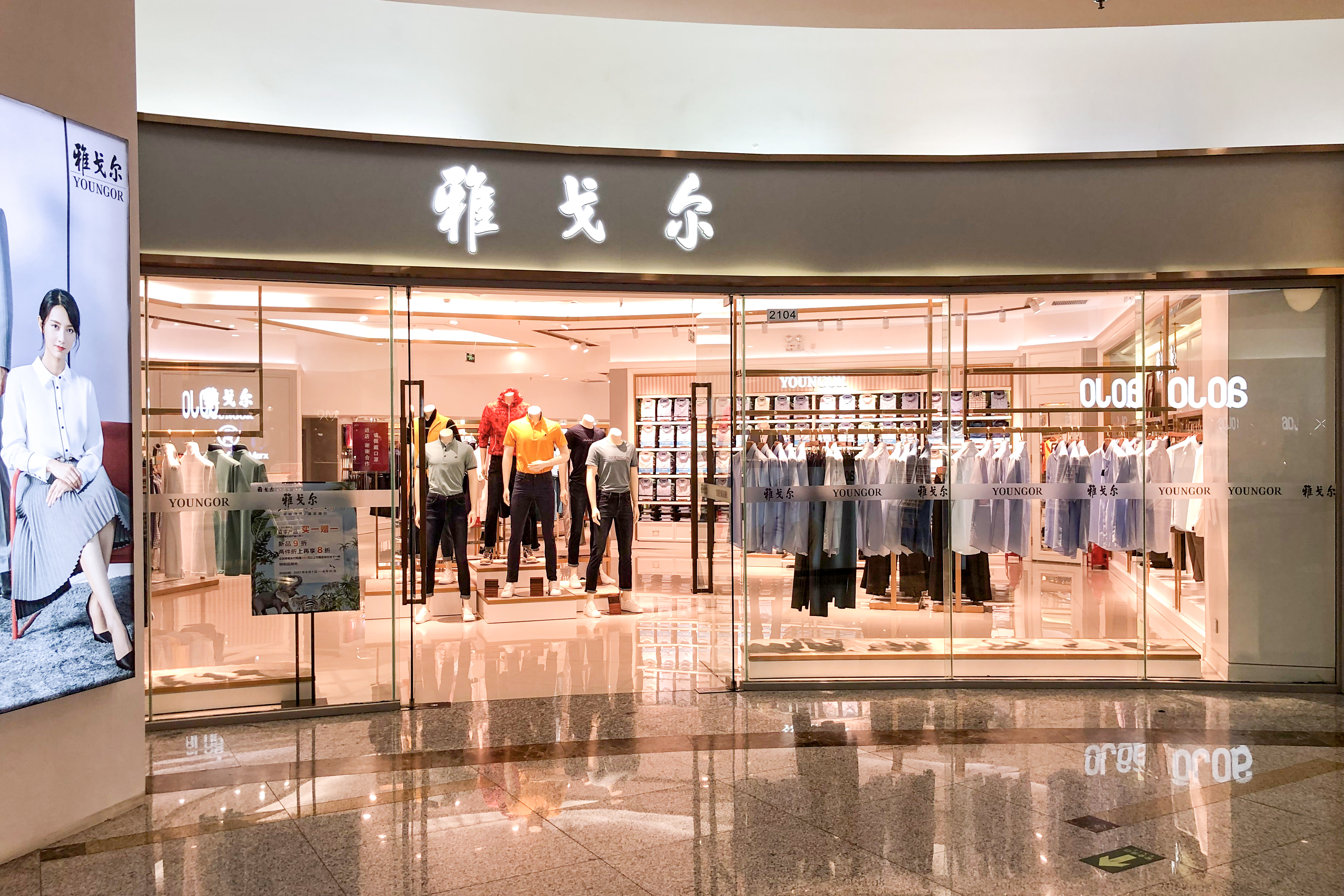
Магазин Youngor Group

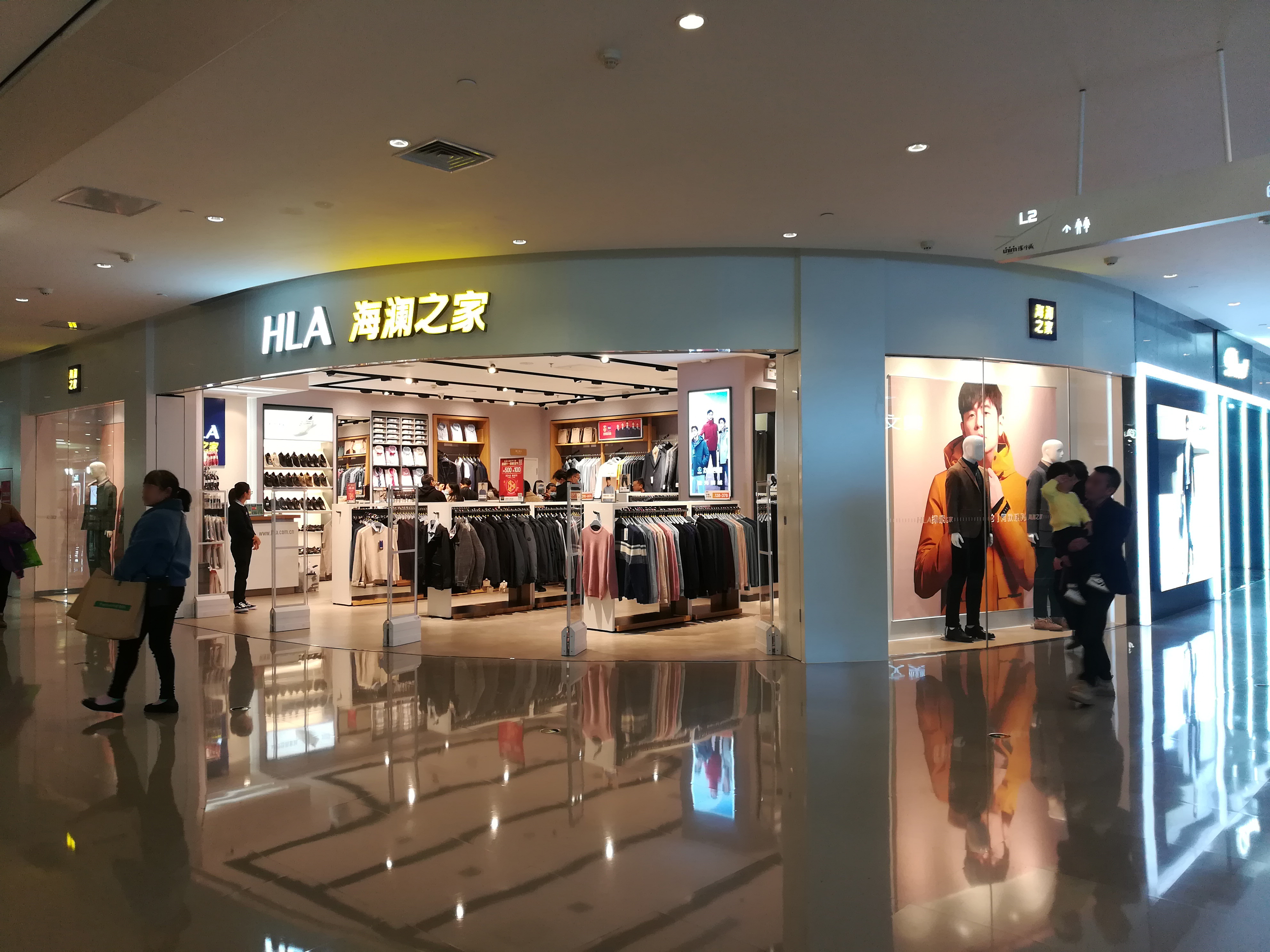
Магазин Heilan Group

- Heilan Group — основана в 1988 году, крупный производитель джинсов, мужских костюмов и рубашек, женской одежды, домашнего текстиля, 60 тысяч сотрудников, штаб-квартира в городе Цзянъинь (провинция Цзянсу), основные бренды — HLA, HLA Jeans, Sancanal, Eichitoo и Heilan Home[12].
- Semir Garment — основана в 1996 году, штаб-квартиры в Вэньчжоу и Шанхае, выручка 15 млрд юаней, основными брендами являются Semir (молодёжная одежда) и Balabala (детская одежда)[13].
- Jihua Group — штаб-квартира в Пекине, крупнейший в стране производитель военной, полицейской, пожарной и корпоративной униформы.
- Bosideng International — основана в 1975 году, штаб-квартира в Шанхае, специализируется на пуховых куртках и другой одежде (бренды Bosideng, Snow Flying, Kangbo и Bengen).
- Youngor Group — основана в 1979 году, крупный производитель костюмов, рубашек, футболок и тканей, штаб-квартира в Нинбо (провинция Чжэцзян), выручка 1,9 млрд долларов, 22 тысячи сотрудников[14].
- Shenzhou International — основана в 1989 году, крупнейший в стране производитель трикотажных изделий, штаб-квартиры в Нинбо и Гонконге, 85,7 тысяч сотрудников, выручка 3,3 млрд долларов[15].
- Septwolves Industry — основана в 1990 году, крупный производитель мужской одежды, штаб-квартира в Цзиньцзяне, выручка 3,3 млрд юаней, 2560 сотрудников[16].
- Esquel Group — основана в 1978 году, штаб-квартира в Гонконге, производственные мощности в КНР, Малайзии, Шри-Ланке и Вьетнаме, один из крупнейших в мире производителей рубашек; 35 тысяч сотрудников[17].
- Cosmo Lady (China) Holdings — основана в 2009 году, штаб-квартира в городе Дунгуань (провинция Гуандун), крупнейший в КНР производитель женского нижнего белья, выручка 0,5 млрд долларов[18].

### Хлопчатобумажная промышленность
Китай является крупнейшим в мире производителем, импортером и потребителем хлопка, а также крупнейшим экспортером текстильных изделий и одежды из хлопка.
Синьцзян-Уйгурский автономный район является крупнейшим центром по сбору и обработке хлопка (в 2020 году объём производства хлопка в СУАР составил 87,3 % от общего объёма производства страны). В 2021 году в районе было собрано 5,2 млн тонн хлопка. Хлопчатобумажная промышленность Синьцзяна обеспечивает работой около 1 миллиона местных жителей. Крупнейшим производителем хлопчатобумажных тканей является компания Weiqiao Textile (Биньчжоу).

### Шерстяная промышленность
Поселок Пуюань городского уезда Тунсян (провинция Чжэцзян) является крупнейшим в мире центром пошива и продажи шерстяных свитеров. По итогам 2020 года объём заключенных сделок на рынке шерстяных свитеров достиг 108,9 млрд юаней (17,1 млрд долл. США). В данной отрасли занято около 200 тыс. местных жителей и жителей соседних с Пуюанем районов.

### Шёлковая промышленность
Шелководством в Китае занимаются уже около 5 тысяч лет. Хотя в Средние века Китай утратил монополию на производство шёлка, упадок отрасли в других странах и расширение производства в Китае вновь вывели его в мировые лидеры. На КНР приходится около трёх четвертей мирового производства шёлка (150 тыс. тонн в год) и 90 % его экспорта. Главными регионами шелководства являются сельские местности провинций Чжэцзян и Цзянсу (прилегающие к Шанхаю), на западе КНР производят дикий шёлк.

## Швейная промышленность
В 2019 году объём производства и экспорта, а также операционные доходы и прибыль крупнейших предприятий швейной индустрии Китая сократились. Во время пандемии COVID-19 (особенно в 2020 году) многие швейные фабрики Китая переориентировались на пошив медицинской продукции, в том числе защитных костюмов и масок. 
С января по сентябрь 2021 года совокупный операционный доход 12 557 крупных предприятий швейной промышленности Китая достиг 1,05 трлн юаней (163,9 млрд долл. США), что на 9 % больше, чем за тот же период 2020 года. Общая прибыль этих предприятий за указанный промежуток времени составила 45,7 млрд юаней, увеличившись на 5,8 % в годовом исчислении, а объём производства вырос на 9,3 % по сравнению с тем же периодом 2020 года и составил 17,1 млрд единиц продукции. За первые 9 месяцев 2021 года объём розничных онлайн-продаж одежды в Китае вырос на 15,6 % в годовом исчислении, а экспорт одежды и аксессуаров из страны увеличился на 25,3 % в годовом выражении и составил 122,4 млрд долл. США.
В 2023 году объем рынка национальной моды в Китае достиг 2,05 триллиона юаней, увеличившись на 9,44 % по сравнению с предыдущим годом. Объём рынка ханьфу в 2023 году составил 14,47 млрд юаней (2,03 млрд долл. США). Крупнейшими кластерами народной моды являются уезд Цаосянь (центр по производству ханьфу), а также города Фошань (центр по производству шёлковых тканей сянъюньша) и Ухань (центр по производству одежды стиля ханьпай).

## Обувная промышленность

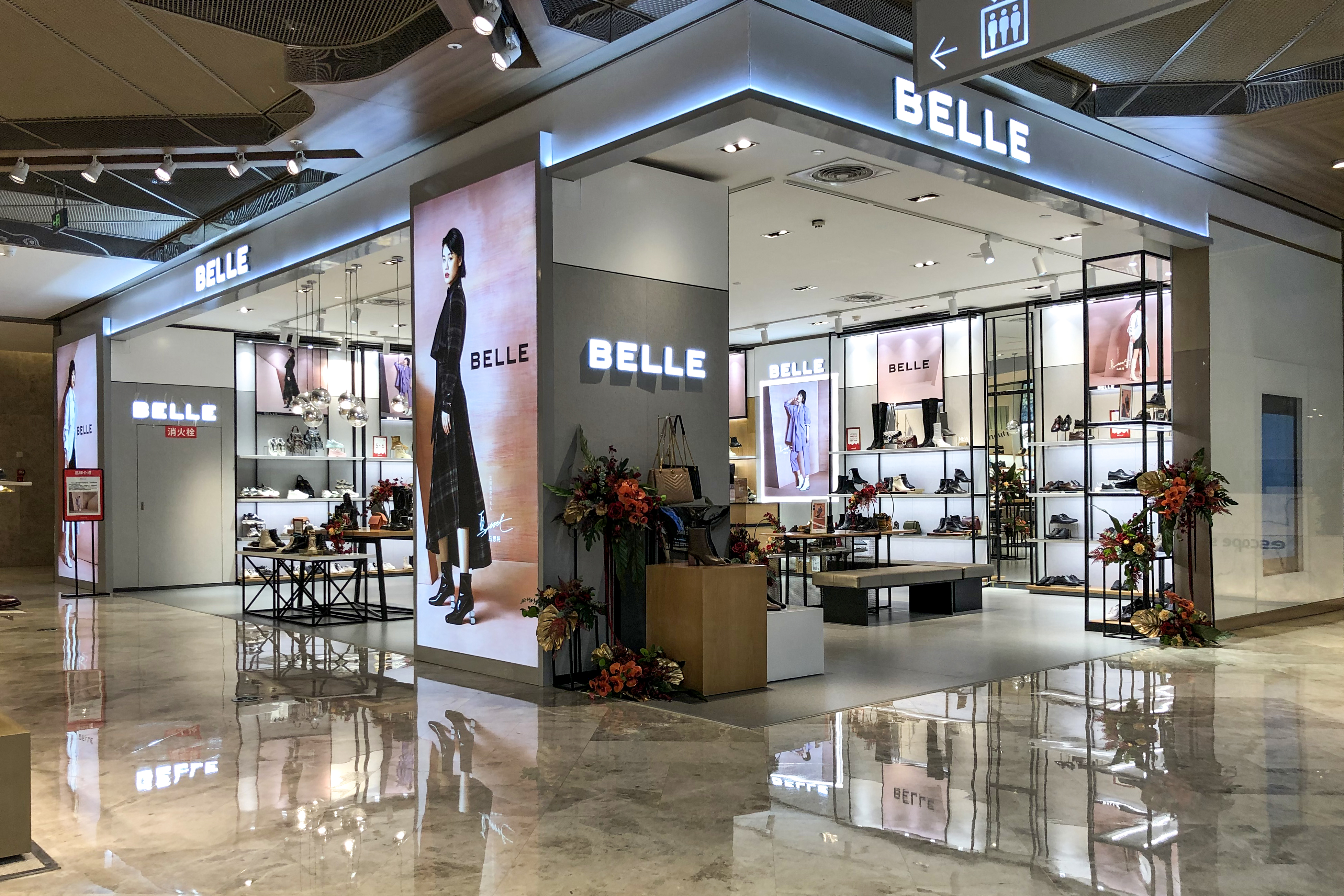
Магазин крупнейшей китайской обувной сети Belle International

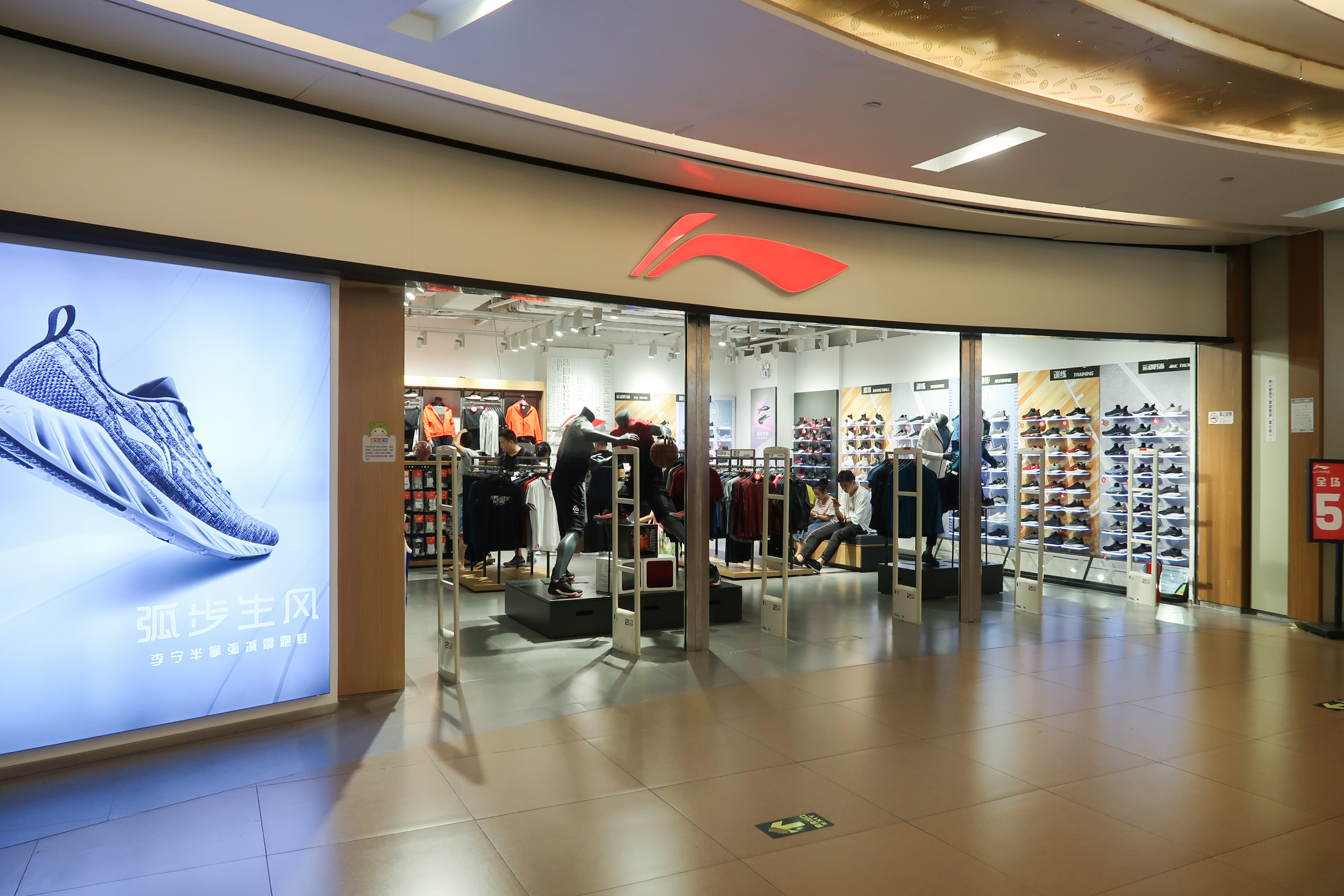
Магазин спортивной обуви марки Li-Ning

Основными центрами производства обуви являются провинции Гуандун (города Гуанчжоу, Дунгуань и Чжуншань), Чжэцзян (города Вэньчжоу и Тайчжоу), Сычуань (Чэнду) и Фуцзянь (города Цюаньчжоу, Цзиньцзян и Сямынь), а также Чунцин. Оборот отрасли на 2016 год составлял 370 млрд юаней (56,7 млрд долларов), экспорт составлял 47,2 млрд долларов (35,5 % мирового экспорта обуви), в основном в США, Западную Европу и на Ближний Восток. В то же время Китай является и крупным импортёром обуви, в основном из Вьетнама, Индонезии, Бангладеш и Индии, где стоимость рабочей силы в 2—5 раз ниже, чем в КНР. За 2017 год в КНР было произведено 13,1 млрд пар обуви, из них 9,6 млрд пар было экспортировано, импорт составил 139 млн пар на 3,2 млрд долларов.
Крупнейшими китайскими обувными компаниями являются Yue Yuen Industrial, Huali Industrial Group, Belle International, Anta Sports Products, Li-Ning Company, Xtep International, Daphne International, Red Dragonfly Footwear, Zhejiang Aokang Shoes, Spider King Group, Yearcon, 361 Degrees International, Hongxing Erke Group, Peak Sport Products, Qiaodan Sports Company, Warrior Shoes, Jiangsu Senda Group, Fuguiniao Clothing Development, The Double Star и Camel Apparel.

## Кожевенная промышленность
Китай является крупным центром заготовки и обработки кож свиней, коров, быков, буйволов, овец, коз, верблюдов и оленей. Главным центром кожевенного производства является провинция Хэбэй, оборот производства составляет около 160 млрд юаней в год; другими важными центрами кожевенной промышленности являются Чжэцзян , Внутренняя Монголия и Синьцзян. Китай является крупным импортёром обработанной и полуобработанной кожи (на 3—4 млрд долларов год), основными поставщиками являются Бразилия, Италия и Таиланд, а также Республика Корея, США, Вьетнам, Аргентина, Тайвань и Узбекистан.

## Меховая промышленность
Китай является крупнейшим производителем и крупнейшим рынком сбыта меха и меховых изделий. Оборот производства составляет около 20 млрд долларов в год. 50 млн животных разводятся на специализированных фермах, преимущественно на северо-востоке страны, в первую очередь в провинциях Шаньдун и Хэбэй. В основном используются три вида: американская норка, чернобурая лисица и енотовидная собака, а также кролики; часть меха приходится на кошек, собак и диких животных. Фермы Китая обеспечивают 60 % шкурок, идущих на пошив изделий в КНР, остальное импортируется. 80 % готовых изделий продаётся на внутреннем рынке. Наиболее распространённым применением натурального меха являются меховые воротники и отделка, далее следуют шапки, шубы, сумки, мебель и декоративные элементы интерьера.

## Промышленность спорттоваров
По состоянию на конец 2023 года, общий объем производства спортивных товаров в Китае превысил 1,4 трлн юаней (195,17 млрд долл. США), в стране насчитывалось более 63 тыс. производителей спортивного оборудования и инвентаря. 